# Alix Lerasle
Alix Lerasle est une écrivaine poétesse et romancière, née en 1998.

## Biographie
Alix Lerasle a obtenu le prix de poésie de la vocation 2022 pour son recueil Faut-il des murs pour faire une maison ? publié aux éditions Cheyne.
En 2024, elle publie son premier roman Du verre entre les doigts, totalement écrits en vers libres, pour lequel elle a un entretien sur France Culture.

## Œuvres

### Recueils de poésie
- 2022 : Faut-il des murs pour faire une maison ?, Cheyne éditeur, 64 p. (ISBN 978-2-84116-325-0).

### Romans
- 2024 : Du verre entre les doigts, Le Castor astral, 280 p. (ISBN 9791027803866)[N 1].

## Prix et distinctions
- 2022 : Prix de poésie de la vocation pour son recueil Faut-il des murs pour faire une maison ?